# Missel romain

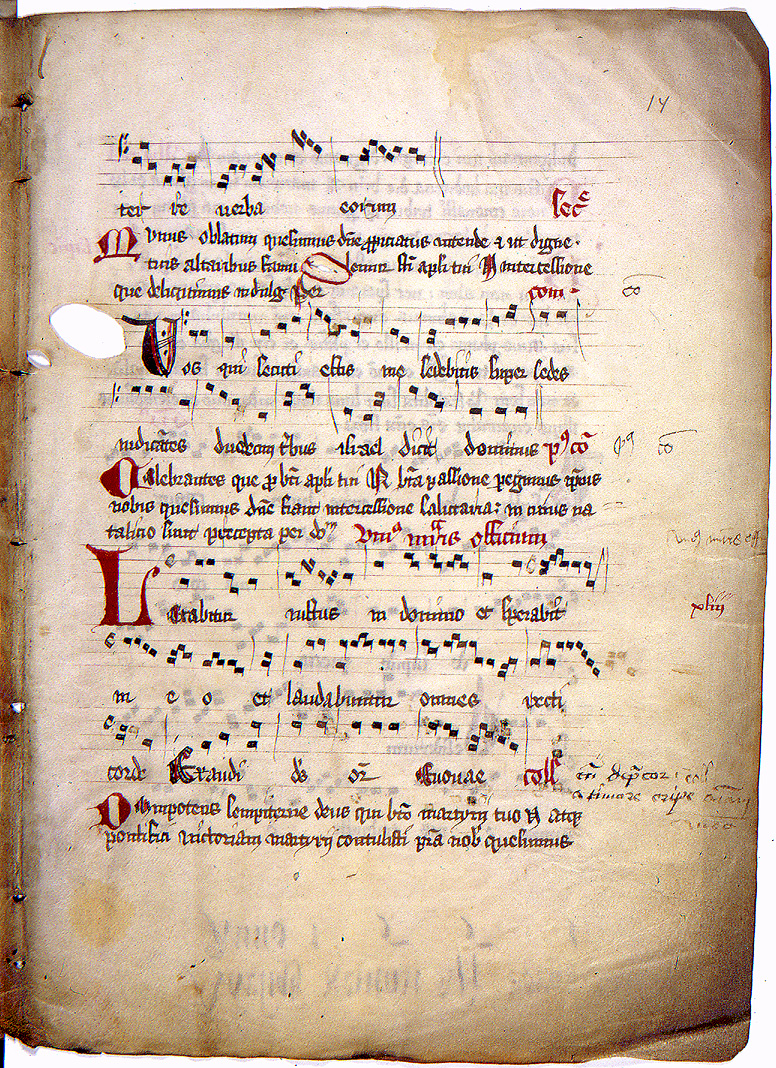
Missel manuscrit du XVe siècle (Allemagne ?).

Le Missel romain (Missale romanum en latin) est le livre liturgique qui rassemble les textes (ordinaire de la messe, chants, lectures jusqu'en 1969, oraisons, etc.) et les indications rituelles et musicales, nécessaires à la célébration de la messe par le prêtre selon le rite romain.

## La constitution des missels au Moyen Âge
Avant le haut Moyen Âge, plusieurs livres sont utilisés pour la célébration de la messe : le sacramentaire – avec la prière eucharistique (le canon), les oraisons et les prières –, l'évangéliaire et l'épistolier pour les lectures ou péricopes de l'Écriture sainte, et un ou plusieurs livres pour les répons et les chants (graduel ou antiphonaire de la messe). Peu à peu, les manuscrits vont intégrer toutes ces parties en un ou plusieurs livres formant un tout. Ce type d'ouvrage est appelé missale plenum, missel plénier, c'est-à-dire complet.
Avant l'apparition des missels pléniers, les livres liturgiques contenaient de nombreuses variantes selon les régions ecclésiastiques ou les abbayes, notamment dans l'organisation du sanctoral, le choix des pièces chantées ou le calendrier. Cette diversité continue après l'apparition du missel plénier, même si la tendance vers l'unité romaine, lancée dès la période carolingienne, poursuit lentement son œuvre.
Toutefois, à partir du VIIIe siècle, des remaniements du sacramentaire grégorien en Gaule donnent naissance à un sacramentaire romain par excellence, grâce à la Renaissance carolingienne. Ce Sacramentarium Gregorianum Hadrianum devient, avec ses textes de qualité, la base du missel romain actuel ainsi que du chant grégorien.
Les ordres mendiants, dominicains et franciscains, apparus au XIIIe siècle, adaptent le missel aux besoins de leur apostolat itinérant. En 1223, saint François d'Assise demande à sa communauté d'utiliser les textes en usage à la cour de Rome.

## Les prémices de l'uniformisation romaine

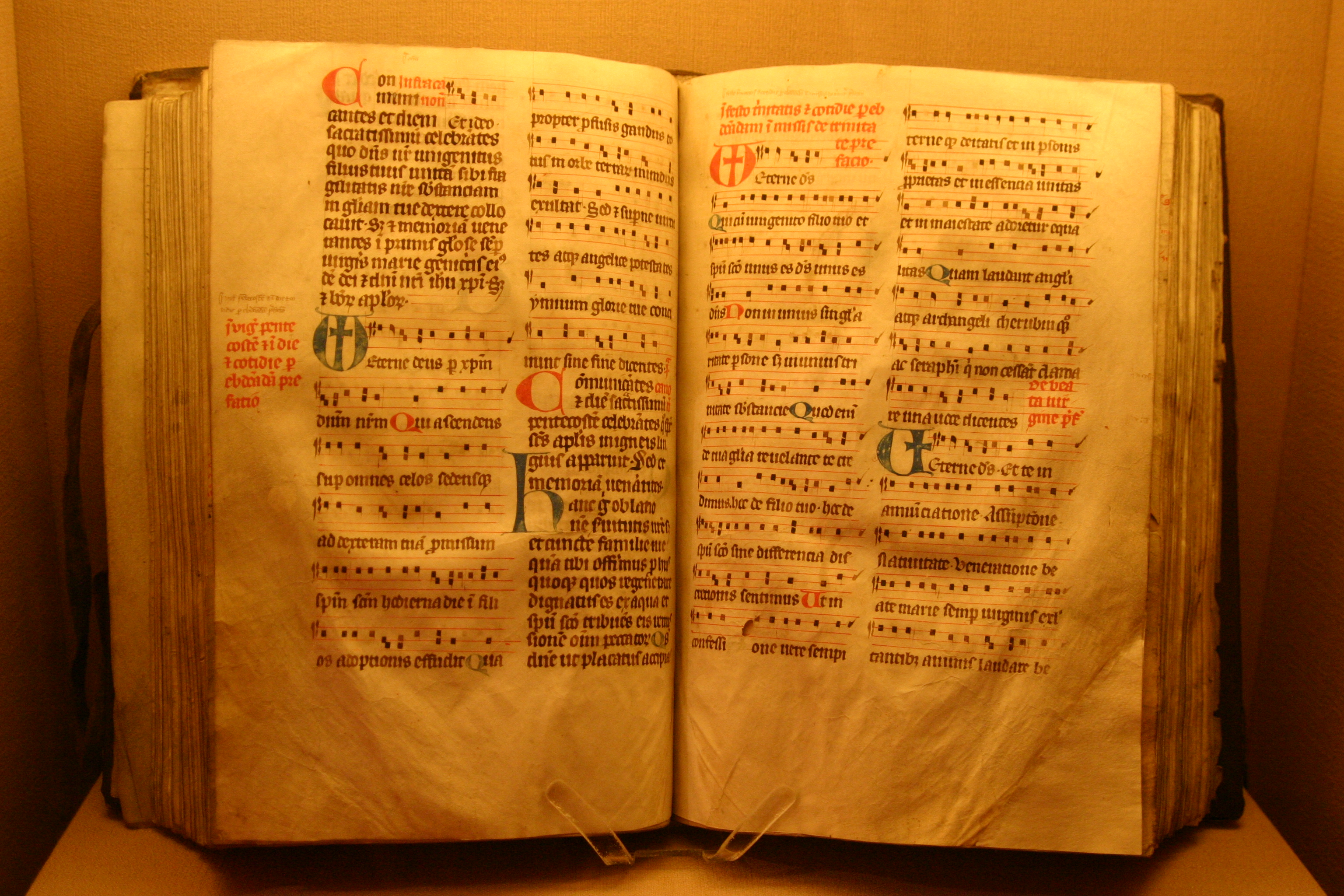
Missel manuscrit du XIVe siècle (Nord de la France ou région lémanique) : préfaces de l'Ascension, de Pentecôte et de la Trinité.

Dans la première moitié du XIIIe siècle, le pape Grégoire IX (1227–1241) pense à étendre à toute l'Église latine l'usage du missel curial, que les franciscains avaient adopté,, mais cela ne se traduit pas dans les faits. C'est en 1277 que Nicolas III promulgue ce missel pour le diocèse de Rome. Grâce à la diffusion que lui assurent les franciscains, il se répand par capillarité et influence en partie de nombreuses liturgies locales de l'Église latine.
L'invention de l'imprimerie au XVe siècle accélère le processus avec l'impression du missel en usage à Rome. Néanmoins, les autorités ecclésiastiques et les éditeurs locaux maintiennent les habitudes et les particularismes diocésains en introduisant dans le texte imprimé des usages pratiqués depuis le Haut Moyen Âge.
La première édition connue est réalisée à Milan en 1474, c'est-à-dire à peine 24 ans après l'invention de l'imprimerie et 4 ans après le premier livre imprimé en France. La production de ce livre n'était pas une édition officielle, mais elle a inspiré plusieurs autres éditeurs à publier leurs propres éditions. De 1474 à la publication en 1570 de la première édition officielle, c'est-à-dire publiée à l'initiative du Saint-Siège, près d'un siècle s'est écoulé. Durant cette période au moins 14 autres éditions du missel paraissent : dix à Venise, trois à Paris et une à Lyon. Faute d'un organe de contrôle sur leur qualité, ils ont subi plusieurs modifications de la part des éditeurs, dont certaines ne sont pas négligeables.

## Le Missel romain tridentin

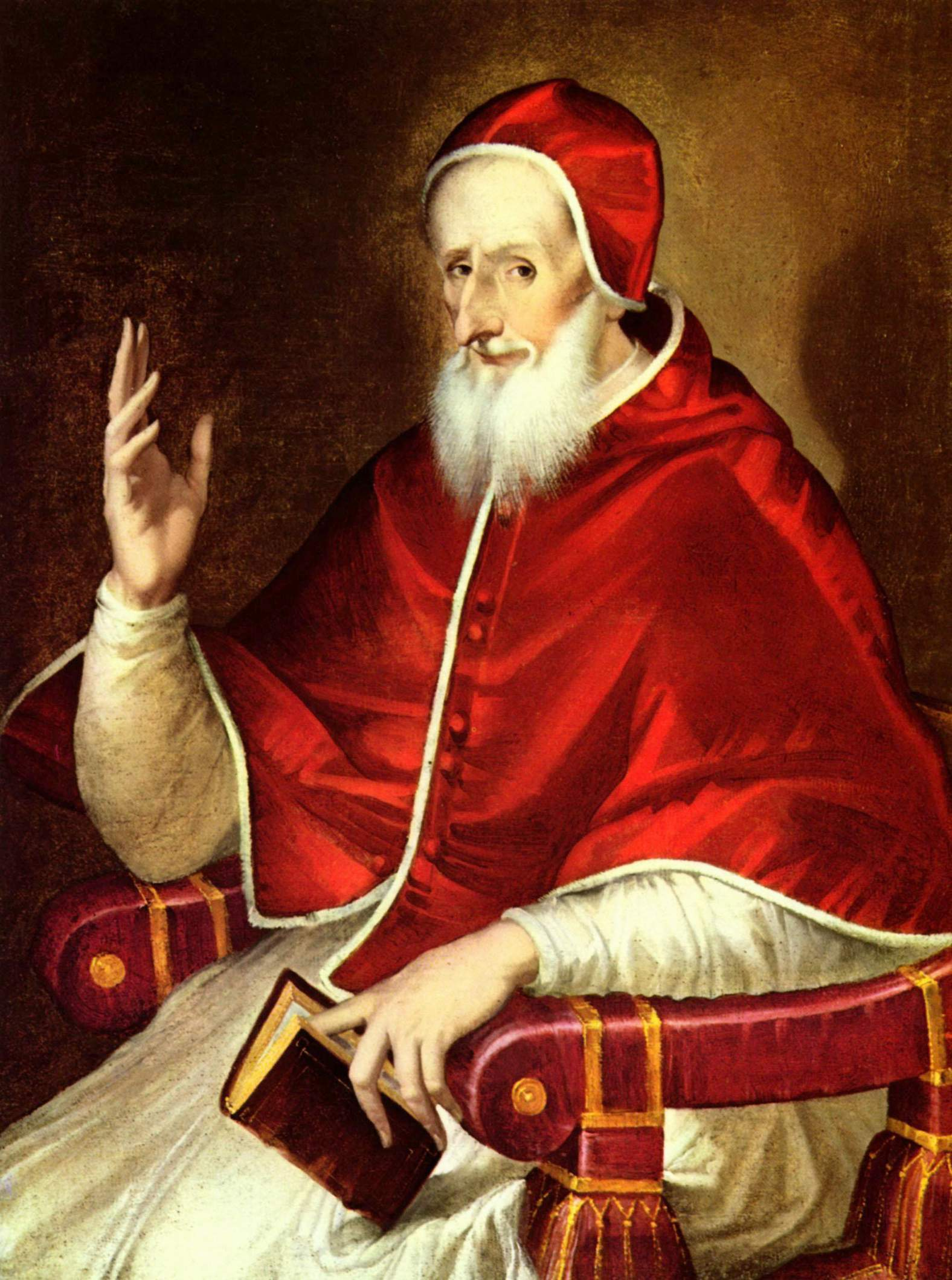
Pape Pie V.

Le concile de Trente dans sa dernière session du 4 décembre 1563 a confié au pape Pie IV d'achever et publier conformement à son jugement et son autorité les travaux des commissions du concile sur la censure des livres, le catéchisme, le missel et le bréviaire. Pie IV a publié le 24 mars 1564 sa révision de l'Index librorum prohibitorum. Son successeur Pie V a publié le Catéchisme du concile de Trente en 1566, le Bréviaire romain le 9 juillet 1568, et finalement le Missel romain le 14 juillet 1570.
Par la bulle Quo primum Pie V promulgue son Missel romain. Il l'impose à l'ensemble de l'Église latine, à l'exception des lieux et des communautés possédant un rite propre depuis plus de deux cents ans. C'est le cas pour les rites dominicain, cistercien, cartusien, lyonnais, mozarabe, ambrosien, et celui de Braga qui, tous ont ou eurent, selon les réformes récentes, leur propre missel. Ce missel est appelé tridentin, car son titre est Missale Romanum ex decreto Sacrosancti Concilii Tridentini restitutum, Pii V. Pont. Max. iussu editum,.

### De Pie V à Léon XIII

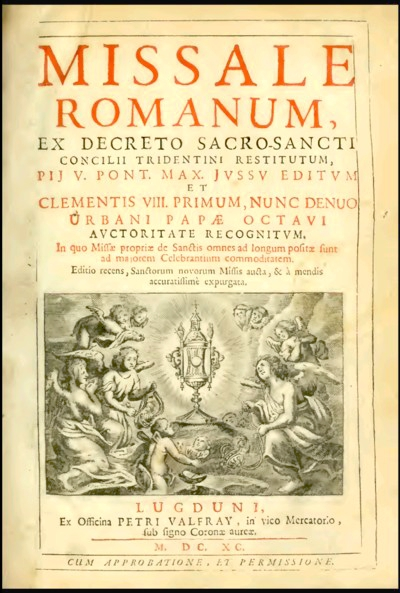
Missel romain de 1690.

Le 7 juillet 1604, le pape Clément VIII publie une nouvelle édition typique du missel romain tridentin, incorporant quelques modifications et ajouts – fêtes de saint, textes du propre. Dans ce contexte, le mot « typique » indique que le texte est celui de référence à partir duquel les autres éditions doivent être faites. Le titre du Missel romain devient Missale Romanum, ex decreto sacrosancti Concilii Tridentini restitutum, Pii Quinti Pontificis Maximi iussu editum, et Clementi VIII. auctoritate recognitum. Le texte du Canon de la messe reste inchangé, mais on en modifie en plusieurs points les rubriques, notamment en indiquant qu'après la consécration du calice, les mots Haec quotiescumque feceritis, in mei memoriam facietis, que dans la messe de Pie V le prêtre disait pendant qu'il montrait au peuple le calice consacré, sont dits pendant la génuflexion que le prêtre fait avant d'élever le calice.
À peine 30 ans plus tard, le 2 septembre 1634, le pape Urbain VIII fait encore une révision du missel, qui en conséquence s'appelle Missale Romanum, ex decreto sacrosancti Concilii Tridentini restitutum, Pii V. iussu editum, et Clementis VIII. primum, nunc denuo Urbani Papae Octavi auctoritate recognitum. Les modifications ne touchent pas le Canon de la messe.
Au XVIIe siècle, le rite romain est largement majoritaire dans l'Église catholique, mais les missels se diversifient, en particulier en France et dans les régions avoisinantes. À la fin du siècle, les missels locaux se multiplient, indépendants de l'édition typique romaine, publiés sous l'autorité des évêques, sous l'influence du jansénisme ecclésiastique ou gallicanisme. De nombreux diocèses publient un missel local, inspiré du missel romain, mais avec des modifications, principalement dans le sanctoral, le calendrier, ainsi que la partie sacramentaire : les oraisons et les préfaces.
C'est au milieu du XIXe siècle, par l'influence de Pierre-Louis Parisis, évêque de Langres, et de Prosper Guéranger, refondateur de  Solesmes, ainsi que par les débuts du mouvement liturgique que la France retrouve, non sans peine, une certaine unité liturgique autour du rite romain.
Léon XIII publie, en 1884, une nouvelle édition typique qui prend en compte les évolutions depuis Urbain VIII Missale Romanum ex decreto ss. Concilii Tridentini restitutum, S. Pii V. Pontificis Maximi jussu editum Clementis VIII., Urbani VIII. et Leonis XIII. auctoritate recognitum Celle-ci est reçue sans difficulté dans toute l'Église latine.

### Remaniements de Pie X et Pie XII
Le pape Pie X entreprend une nouvelle révision qui sera finalisée le 25 juillet 1920 par son successeur Benoît XV : Missale Romanum ex decreto sacrosancti Concilii Tridentini restitutum S. Pii V Pontificis Maximi jussu editum aliorum Pontificum cura recognitum a Pio X reformatum et Ssmi D. N. Benedicti XV auctoritate vulgatum. Cette édition présente les quelques corrections, suppressions et ajouts habituels, mais également des modifications dans les rubriques Ces changements ne sont pas incorporés dans le corps du texte comme à l'habitude, mais forment un nouveau chapitre titré Additiones et variationes in rubricis Missalis.
En 1955, Pie XII opère une profonde révision de certaines parties de la liturgie du rite romain, notamment dans la célébration du triduum pascal. Il abolit la norme du Code de droit canonique, qui défendait d'initier la célébration de la messe plus tard qu'une heure après midi, et ordonne que les liturgies du jeudi saint, du vendredi saint et de la vigile pascale soient célébrées, avec de nouveaux textes dans l'après-midi ou le soir,. En appliquant une décision du Concile de Trente, le pape Pie V avait qualifié comme un abus, un écart par rapport à l'usage antique de l'Église catholique et aux décrets des Saints Pères, la célébration de la messe tard dans la journée, éventuellement juste avant le coucher du soleil. Pie XII ne publie aucune nouvelle édition typique du Missel romain, mais il permet de substituer les textes antérieurs de la semaine sainte avec les rites restaurés. Certains prêtres refusent encore les réformes de Pie XII et préfèrent employer une édition antérieure du Missel romain.

### Édition typique de 1962

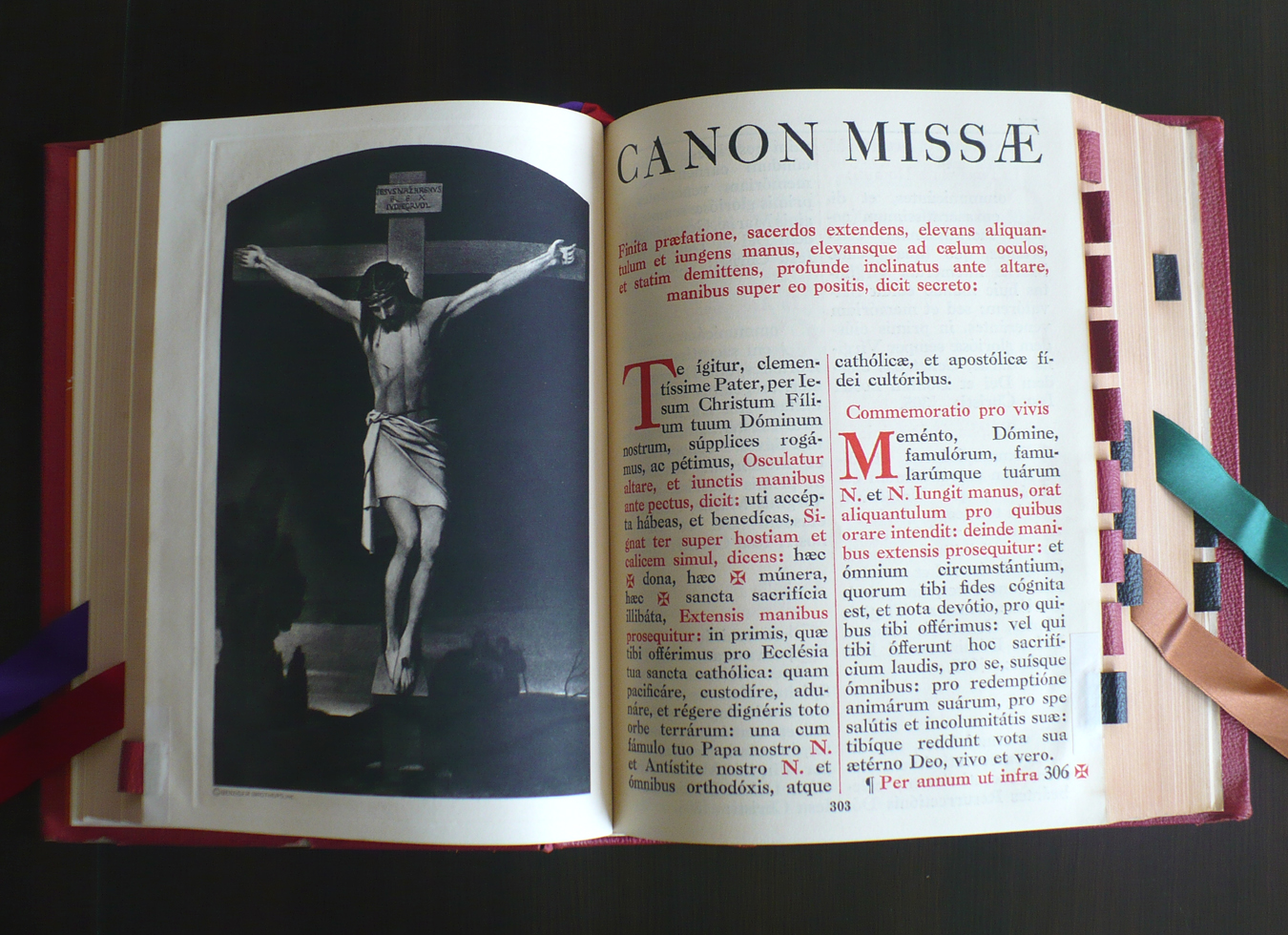
Missel romain de 1962.

La sixième et dernière édition typique du Missel romain tridentin (ex decreto ss. Concilii Tridentini restitutum) est celle de l'an 1962, promulguée par le pape Jean XXIII. Elle incorpore les changements faits par la création du Code des rubriques (1960), qui remplace deux documents qui se trouvaient dans l'édition typique de 1920 : Rubricae generales Missalis et Additiones et variationes in rubricis Missalis. Elle supprime l'adjectif perfidis de la prière Oremus et pro perfidis Judaeis du vendredi saint, et ajoute le nom de saint Joseph au canon de la messe, dont le texte n'avait pas été touché dans les précédentes éditions. En comparaison avec l'édition typique précédente (1920), on note une forte réduction du nombre d'octaves et de vigiles (célébrations liturgiques du jour précédant une grande fête, pas une célébration nocturne, comme la vigile pascale). Les textes de la Semaine sainte sont ceux de Pie XII, pas ceux de Pie V. Le Dies irae n'est que facultatif dans certaines messes, où précédemment il était obligatoire.
L'édition 1962 inclut les textes concernant la Semaine sainte révisés par Pie XII. Il contient aussi d'autres changements tels que l'abolition de l'obligation du prêtre célébrant la messe d'accéder à l'autel capite cooperto (la tête couverte), c'est-à-dire, dans le cas du clergé séculier, en portant la barrette, et l'omission du Confiteor qu'on récitait avant la distribution de la communion aux fidèles.

#### Utilisation continue de l'édition 1962
Après la publication en 1970 de la prochaine édition typique, qui au lieu de s'appeler ex decreto ss. Concilii Tridentini restitutum se déclare ex decreto sacrosancti Œcumenici Concilii Vaticani II instauratum, on supposait généralement que le missel de 1962 n'avait plus à être utilisé, mais quelques-uns ont refusé d'accepter le nouveau missel et ont continué à utiliser l'édition précédente (de 1962). Le plus connu était Marcel Lefebvre, fondateur de la Fraternité sacerdotale Saint-Pie-X (FSSPX). Le pape Jean-Paul II a cherché à les apaiser, en autorisant les évêques diocésains à permettre à certains groupes d'utiliser l'édition 1962 (tridentine).
En 2007, le pape Benoît XVI, dans une tentative infructueuse de parvenir à un accord avec la FSSPX, déclara dans son motu proprio Summorum Pontificum (2007) que « le Missel romain promulgué par saint Pie V et réédité par le Bienheureux Jean XXIII doit être considéré comme expression extraordinaire de la même lex orandi, dont la messe de 2002 est la forme ordinaire ou normale. Il affirma que le missel de 1962 « n’a jamais été juridiquement abrogé, et que par conséquent, en principe, il est toujours resté autorisé». Il déclara qu'aux messes célébrées sans le peuple tout prêtre de l'Église latine – indépendamment du rite liturgique (romain, ambrosien, cartusien...) dans lequel il célèbre normalement – peut utiliser soit le missel de 1962, soit le missel révisé après le Concile Vatican II. Il déclara qu'aussi aux messes célébrées avec le peuple, là où il existe « un groupe stable de fidèles attachés à la tradition liturgique antérieure », le missel de 1962 peut être utilisé, sans avoir recours à l'évêque, avec l'autorisation du curé ou du recteur de l'église.
En 2021 le pape François abroge Summorum Pontificum par un autre motu proprio, Traditionis custodes. Il déclare que « les livres liturgiques promulgués par les Saints Pontifes Paul VI et Jean-Paul II, conformément aux décrets du Concile Vatican II, sont la seule expression de la lex orandi du rite romain» ; et il décrète : « C’est l’évêque diocésain, en tant que modérateur, promoteur et gardien de toute la vie liturgique dans l’Église particulière qui lui est confiée, qui est chargé de régler les célébrations liturgiques dans son propre diocèse. Par conséquent, il est de sa compétence exclusive d’autoriser l’utilisation du Missale Romanum de 1962 dans le diocèse, en suivant les orientations du Siège Apostolique».

### Demandes du concile Vatican II
Le concile Vatican II est réuni entre 1962 et 1965 par le pape Jean XXIII. Lors de la deuxième session du concile à l'automne 1963, les pères conciliaires votent la constitution Sacrosanctum concilium sur la liturgie.
L'article 4 de la constitution demande que « là où il en est besoin, on révise entièrement [les livres liturgiques] avec prudence dans l'esprit d'une saine tradition et qu'on leur rende une saine vitalité en accord avec les circonstances et les nécessités d'aujourd'hui. »  Dans ce but, la réforme devait supprimer les répétitions inutiles (cf. article 34).
L'article 36 stipule que « l'usage de la langue latine, sauf droit particulier, sera conservé dans les rites latins. [...] Toutefois, soit dans la messe, soit dans l'administration des sacrements, soit dans les autres parties de la liturgie, l'emploi de la langue du pays peut être souvent très utile pour le peuple : on pourra donc lui accorder une plus large place, surtout dans les lectures et les monitions, dans un certain nombre de prières et de chants, conformément aux normes qui sont établies sur cette matière dans les chapitres suivants, pour chaque cas. Ces normes étant observées, il revient à l’autorité ecclésiastique qui a compétence sur le territoire [...] de statuer si on emploie la langue du pays et de quelle façon ». Il remet à l'autorité ecclésiastique qui a compétence sur le territoire (la conférence épiscopale) la décision sur la mesure dans laquelle on utiliser la langue ou les langues locales.
Un des principes directeurs, particulièrement souligné par les applications pastorales postérieures au concile, était de favoriser la participatio actuosa de tous les chrétiens. Ainsi, l'article 48 ouvre la partie consacrée à la réforme de la liturgie de la messe et donc du missel : « Aussi l'Église se soucie-t-elle d'obtenir que les fidèles n'assistent pas à ce mystère de la foi comme des spectateurs étrangers ou muets, mais que, le comprenant bien dans ses rites et ses prières, ils participent consciemment, pieusement et activement à l'action sacrée, soient formés par la parole de Dieu, se restaurent à la table du Corps du Seigneur, rendent grâce à Dieu. »
L'article 50 résume ainsi les intentions de la réforme : « Le rituel de la messe sera révisé de telle sorte que se manifestent clairement le rôle propre ainsi que la connexion mutuelle de chacune de ses parties, et que soit facilitée la participation pieuse et active des fidèles. Aussi, en gardant fidèlement la substance des rites, on les simplifiera ; on omettra ce qui, au cours des âges, a été redoublé ou a été ajouté sans grande utilité ; on rétablira, selon l'ancienne norme des saints Pères, certaines choses qui ont disparu sous les atteintes du temps, dans la mesure où cela apparaîtra opportun ou nécessaire. »
Dans ces intentions, « l'Église reconnaît dans le chant grégorien le chant propre de la liturgie romaine ; c'est donc lui qui, dans les actions liturgiques, toutes choses égales d'ailleurs, doit occuper la première place. » (article 116).

### Missel romain dit de 1965 en attendant la première édition non tridentine

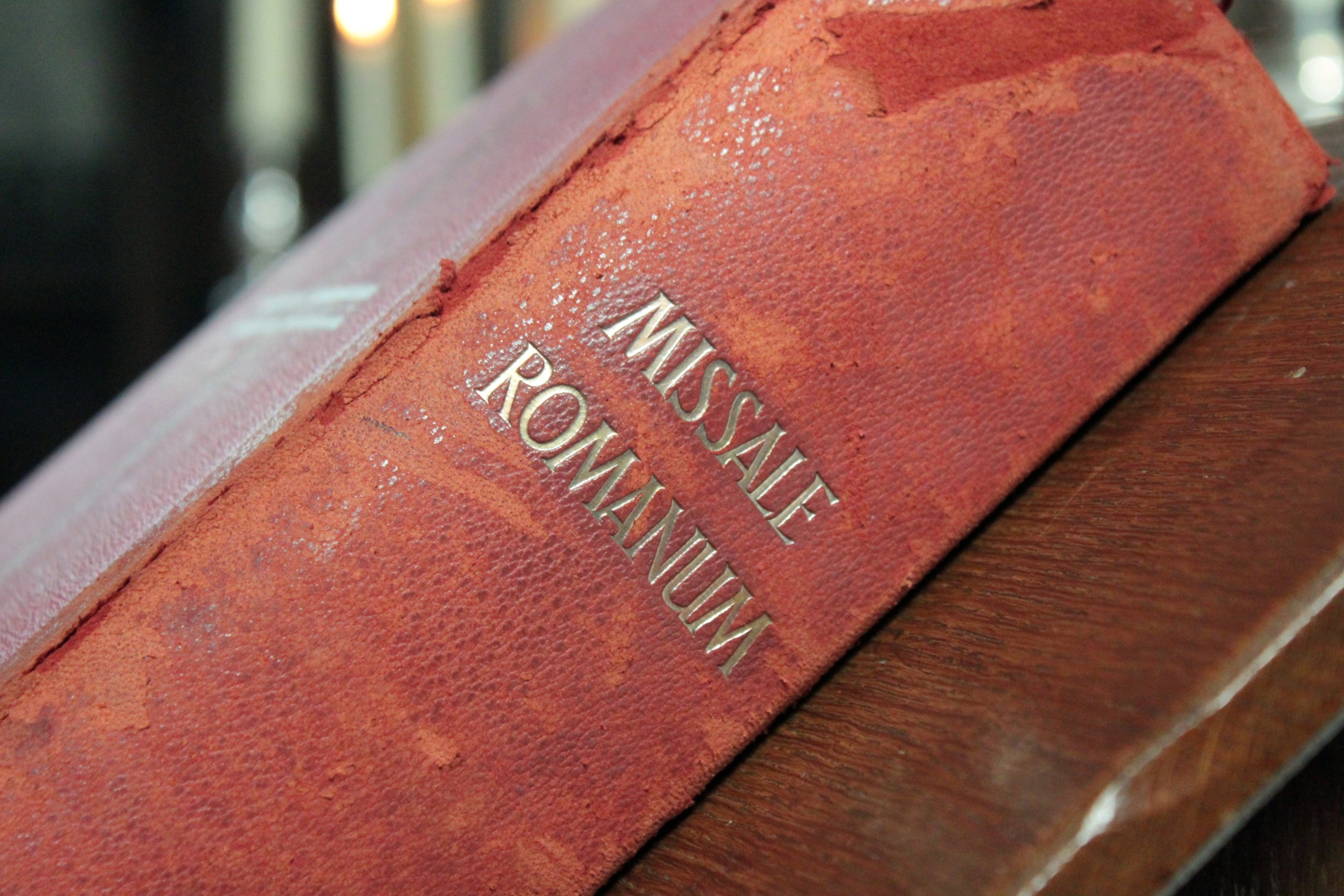
Missel de saint Jean XXIII.

La mise en œuvre de la réforme liturgique programmée à Vatican II est confiée au Consilium ad exsequendam Constitutionem de Sacra Liturgia.
Elle conduit en 1970 à une nouvelle édition typique du Missel romain. En attendant son apparition on publie, dans des divers pays, des missels provisoires nationaux, autorisés uniquement pour leurs pays respectifs, qui prennent en considération les changements indiqués dans des documents intérimaires du Saint-Siège, comme l'instruction Inter œcumenici du 26 septembre 1964, qui omet le psaume 42 (43) dans les prières au bas de l'autel au début de la messe, et le dernier Évangile (Évangile selon Jean, I, 1-14) à la conclusion, fait dire à haute voix l'oraison super oblata, la doxologie finale du Canon de la messe (Per ipsum...) et l'embolisme qui suit le Notre Père, et abrège, en « Corpus Christi, la formule dite par le prêtre en donnant la communion aux fidèles.
Ainsi, en France on publie en 1965 ce qu'on appelait Missel Romain latin-français en 3 volumes, appliqué à partir du 7 mars 1965, et en 1966 une nouvelle édition, qui élargit l'emploi de la langue vernaculaire. Elles n'appartiennent pas ni à la série des éditions du Missale Romanum ex decreto sacrosancti Concilii Tridentini restitutum ("Le Missel romain rétabli conformément au décret du sacro-saint concile de Trente"), publiées entre 1579 et 1962, ni aux éditions du Missale Romanum ex decreto sacrosancti oecumenici Concilii Vaticani II instauratum ("Le Missel romain renouvelé conformément au décret du sacro-saint concile œcuménique Vatican II"), dont la première fut publiée en 1970 et celle en usage actuellement en 2002.

## Le Missel romain Vatican II

### Spécificités du nouveau missel romain

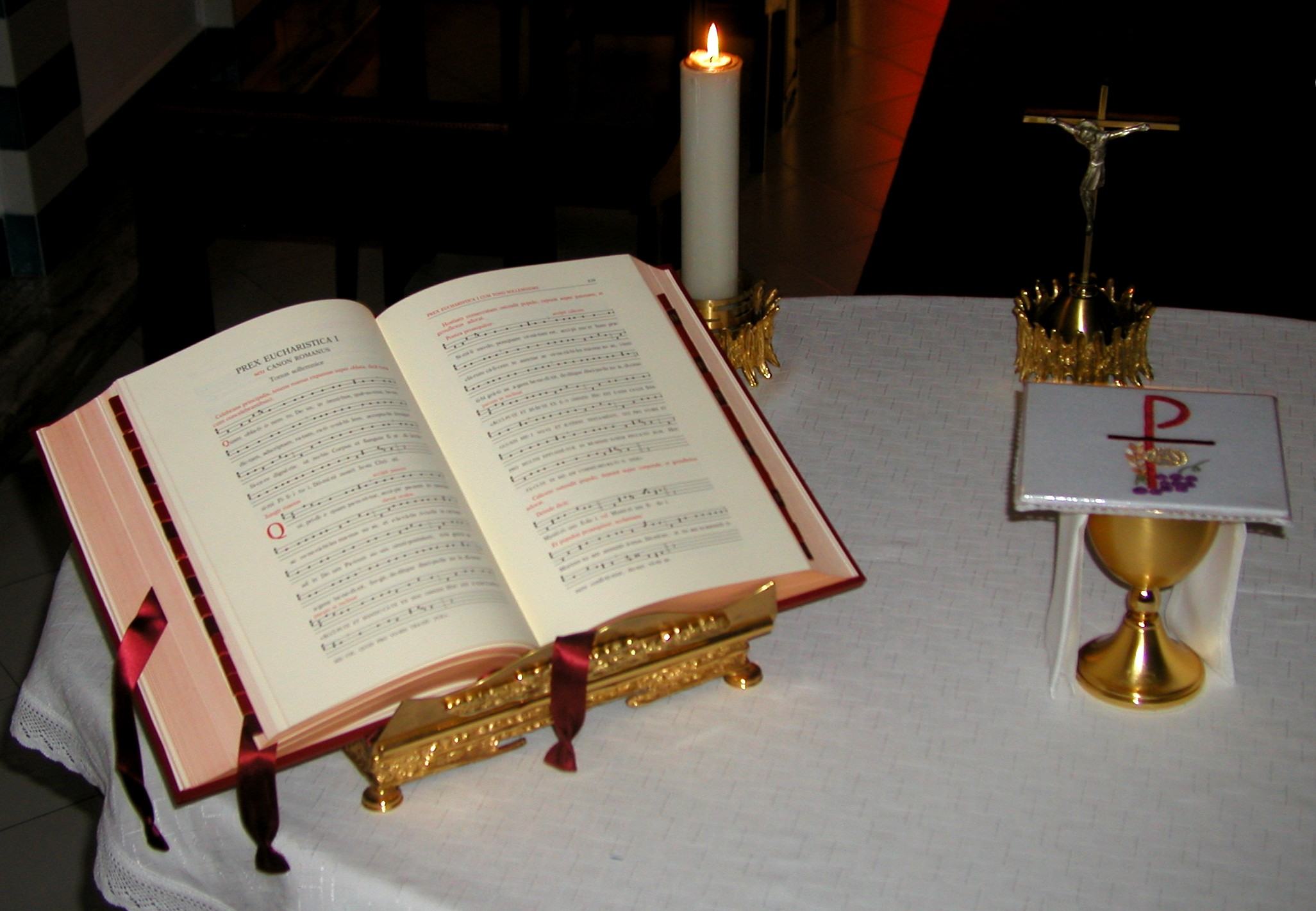
Missel romain de 2002 en usage actuel.

La première édition typique du Missel romain après 1570 qui ne porte plus comme titre Missale romanum ex decreto ss. Concilii Tridentini restitutum a été publiée en 1970 par le pape Paul VI, qui l'a promulguée par la constitution apostolique Missale romanum du 3 avril 1969. Son titre est Missale Romanum ex decreto sacrosancti oecumenici Concilii Vaticani II instauratum auctoritate Pauli PP. VI promulgatum, et remplace la mention du Concile de Trente par celle du Concile Vatican II. Sa rédaction est principalement effectuée par le Consilium ad exsequendam Constitutionem de Sacra Liturgia.
Parmi les changements introduits dans cette nouvelle édition typique, la constitution apostolique de promulgation mentionne en particulier:
- Au Canon de la messe (qui avec des modifications mineures est conservé sous le nom de « Prière eucharistique I ou Canon romain » on ajoute trois autres Prières eucharistiques et le nombre des préfaces est augmenté.
- « Tout en gardant fidèlement la substance des rites, on les a simplifiés » et on a omis « ceux qui, au cours des âges, ont été redoublés ou ajoutés sans grande utilité ».
- On a « rétabli, selon l'ancienne norme des saints Pères, certaines choses qui avaient disparu sous les atteintes du temps », par exemple l'homélie et la prière universelle.
- La proportion de la Bible lue à la messe a été considérablement augmentée. Avant les réformes de Pie XII (qui a diminué ultérieurement la quantité lue), on lisait à la messe 1 % de l'Ancien Testament et 16,5 % du Nouveau. Depuis 1970, les proportions équivalentes pour les dimanches et les jours de la semaine (en laissant de côté les grandes fêtes) sont 13,5 % de l'Ancien Testament et 71,5 % du Nouveau[39]. Pour rendre cela possible, on a augmenté le nombre de lectures et on a créé un cycle triennal de lectures des dimanches et biennal pour les jours fériaux.
- En outre, la révision a aussi modifié considérablement les autres sections du Missel, comme le Temporal (propre du temps), le Sanctoral (Propre des saints et Commun des saints), les messes rituelles et les messes votives. Le nombre de oraisons a été augmenté, notamment en puisant a des sources liturgiques antiques, pour répondre à des besoins nouveaux.

Il y a eu deux éditions typiques plus récentes du Missel romain, en 1975 (cette seconde aussi appelée Missale Romanum) et en 2002, qui n'introduisaient que changements mineurs en relation à l'édition de 1970. Le titre des deux premières éditions est comme déjà indiqué.

### La troisième édition typique (2002)

#### Généralités
Cette édition en latin, dont le titre intégral est Missale Romanum 'Ioannis Pauli PP. II cura recognitum, parut en 2002 et bénéficia d'une réimpression en 2008 dans laquelle fut corrigée quelques fautes d'impression et autres erreurs (telles que l'ajout du mot unum au début du symbole des apôtres). Les prières eucharistiques pour les enfants en furent exclues (dorénavant à publier à part) et la formule Ite missa est (en fin de messe) peut être, depuis, remplacée par l'une ou l'autre des formules suivantes:
- Ite ad Evangelium Domini annuntiandum (Allez porter l’Évangile du Seigneur)
- Ite in pace, glorificando vita vestra Dominum (Allez en paix, glorifiez le Seigneur par votre vie)
- Ite in pace (Allez en paix)[41],[42].

L'Instruction Liturgiam authenticam (it) de la Congrégation du culte divin, en date du 20 mars 2001, demanda aux conférences épiscopales la révision complète des traductions en langue vernaculaire, qui devaient « traduire fidèlement » le texte latin. Le Saint-Siège se trouva ainsi associé, de manière plus étroite, à la préparation de ces textes. Ce souhait d'une plus grande fidélité se retrouva, en 2004, dans l'instruction Redemptionis Sacramentum.
La diversité des cultures concernées par certaines langues, comme le français et l'anglais, n'eut point permis de respecter le délai de deux ans imparti par l'instruction. Le nouveau missel en anglais n'est autorisé que depuis novembre 2011 ; quant à celui en français, cela fut bien plus tardif.
Les éditions futures du Missel romain durent, par la suite, prendre en considération des changements comme celui introduit en 2016 par le décret de la congrégation pour le culte divin et la discipline des sacrements sur demande du pape François, modifiant la cérémonie du lavement des pieds dans le rite romain. Ce lavement des pieds, ou mandatum, jusque-là réservé à des hommes est étendu aussi à des femmes, « de manière à ce que (sic) les pasteurs puissent choisir un petit groupe de fidèles qui représentent la variété et l’unité de chaque portion du peuple de Dieu. Ce petit groupe peut être composé d’hommes et de femmes et, comme il convient, de jeunes et d’anciens, de personnes en santé ou malades, de clercs, de consacrés et de laïcs».

#### Particularités de l'édition francophone (2021)
Initialement et afin réaliser une traduction en français, l'association épiscopale liturgique pour les pays francophones mit en place la Commission du Missel Romain, surtout composée de latinistes et menée par le bénédictin et docteur en théologie Henri Delhougne (de l'abbaye Saint-Maurice-et-Saint-Maur). Après un long travail des experts, la parution aurait pu être un peu moins tardive si elle n'avait pas été influencée par le motu proprio Magnum principium (en) du pape François, en 2017, invitant finalement à une plus grande souplesse de traduction. Cette volonté papale, qui s'ajoutait à celle de 2016 concernant le mandatum, s'écarta de la directive de Jean-Paul II d'une plus grande proximité avec le texte latin et retarda de plus belle la parution en français.
En octobre 2019, la Congrégation pour le culte divin et la discipline des sacrements donna sa confirmatio, son autorisation par décret, pour la France mais ses évêques attendirent qu'il en fut de même pour les autres pays francophones afin que tous ces pays francophones célébrassent, à l'unisson, selon la traduction en français de la troisième édition typique ; ce qui fut, en définitif, fait en novembre 2021, lors du premier dimanche de l'Avent.
Ainsi que le précisa Bernadette Mélois, directrice du Service national de la pastorale liturgique et sacramentelle, cette troisième édition en français présente des nouveautés:
- Une révision des prières, des préfaces et de certains dialogues.
- Un plus grand respect de temps de silence, propices au sacré et à la méditation.
- Un remplacement, dans le Credo, de l'expression qualitative de même nature par consubstantiel.

Il existe, pour les paroissiens, deux versions de ce missel:
- Le Laudate[45], sous-titré Missel grégorien des fidèles, édité en latin et français par les Éditions Artège, réalisé principalement sous l'égide de prêtres de la Communauté Saint-Martin et fruit de nombreux collaborateurs dont des moines et moniales de l'abbaye Saint-Pierre de Solesmes, de l'abbaye Notre-Dame du Pesquié, de l'abbaye Notre-Dame de Wisques et de l'abbaye Saint-Joseph de Clairval[46] .
- Un autre ouvrage, Le Missel grégorien, reprend juste les dimanches, les solennités et la messe des défunts mais avec les morceaux et notations nécessaires au chant grégorien accompagnant la liturgie; il est édité par l'abbaye de Solesmes.
- Le Jounel[46], du nom de l'évêque Jounel, ayant coordonné des éditions françaises précédentes, aux éditions Mame qui éditent aussi une déclinaison dite « d'autel » pour les prêtres et autres célébrants.

### Articles liés
- Calendrier romain général
- Sacramentarium Gregorianum Hadrianum
- Rite romain
- Messe de Paul VI